# CFフエンラブラダ
クルブ・デ・フトボル・フエンラブラダSAD（Club de Fútbol Fuenlabrada, S.A.D）は、マドリード州マドリード県フエンラブラダに本拠地を置くスペインのサッカーチーム。2023-24シーズンはプリメーラ・フェデラシオンに所属。

## 歴史
1975年、CF San EstebanとAD Fuenlabradaの併合により、クラブが創設された。1985-86シーズン、クラブ史上初のテルセーラ・ディビシオンを昇格を果たした。1993-94シーズン、テルセーラで2位になり、実質3部のセグンダ・ディビシオンBへと昇格するもその後は3部と4部を行き来する。
2011年、それまでプレーしていたエスタディオ・ラ・アルデウラからエスタディオ・フェルナンド・トーレスへとホームスタジアムを移転させた。このスタジアムの名前はフエンラブラダ出身のフェルナンド・トーレスにちなんでつけられたが、トーレスのこのクラブではプレー経験はない。
2019年6月2日、セグンダ・ディビシオン昇格を懸けた昇格プレーオフでレクレアティーボ・ウェルバと対戦し、2戦合計4-1でクラブ史上初めての快挙となる2部昇格を果たした。10日後、ラシン・サンタンデールとのリーグ戦で2-1と勝利し、セグンダ・ディビシオンB優勝を飾った。

## タイトル

### 国内タイトル
- セグンダ・ディビシオンB :1回

2018-19
- テルセーラ・ディビシオン :2回

1992-93, 2011-12

### 国際タイトル
- なし

## 過去の成績
| シーズン | ディビジョン | 順位 | 国王杯    |
| -------- | ------------ | ---- | --------- |
| 1982-83  | 地域リーグ   | ー   |           |
| 1983-84  | 地域リーグ   | ー   |           |
| 1984-85  | 地域リーグ   | ー   |           |
| 1985-86  | 地域リーグ   | ー   |           |
| 1986-87  | テルセーラ   | 18位 |           |
| 1987-88  | テルセーラ   | 6位  |           |
| 1988-89  | テルセーラ   | 5位  |           |
| 1989-90  | テルセーラ   | 2位  |           |
| 1990-91  | テルセーラ   | 2位  | 2回戦敗退 |
| 1991-92  | テルセーラ   | 10位 | 2回戦敗退 |
| 1992-93  | テルセーラ   | 1位  |           |
| 1993-94  | テルセーラ   | 2位  |           |
| 1994-95  | セグンダB    | 16位 | 2回戦敗退 |
| 1995-96  | セグンダB    | 11位 |           |
| 1996-07  | セグンダB    | 6位  |           |
| 1997-98  | セグンダB    | 9位  |           |
| 1998-89  | セグンダB    | 8位  |           |
| 1990-00  | セグンダB    | 13位 |           |
| 2000-01  | セグンダB    | 16位 |           |
| 2001-02  | テルセーラ   | 5位  |           |
| 2002-03  | テルセーラ   | 3位  |           |
| 2003-04  | セグンダB    | 9位  |           |
| 2004-05  | セグンダB    | 16位 |           |
| 2005-06  | セグンダB    | 6位  |           |

| シーズン | ディビジョン | 順位 | 国王杯    |
| -------- | ------------ | ---- | --------- |
| 2006-07  | セグンダB    | 10位 | 2回戦敗退 |
| 2007-08  | セグンダB    | 18位 |           |
| 2008-09  | テルセーラ   | 10位 |           |
| 2009-10  | テルセーラ   | 5位  |           |
| 2010-11  | テルセーラ   | 8位  |           |
| 2011-12  | テルセーラ   | 1位  |           |
| 2012-13  | セグンダB    | 6位  | 1回戦敗退 |
| 2013-14  | セグンダB    | 6位  | 2回戦敗退 |
| 2014-15  | セグンダB    | 12位 | 2回戦敗退 |
| 2015-16  | セグンダB    | 11位 |           |
| 2016-17  | セグンダB    | 3位  |           |
| 2017-18  | セグンダB    | 3位  | ベスト36  |
| 2018-19  | セグンダB    | 1位  | 2回戦敗退 |
| 2019-20  | セグンダ     | 8位  | 2回戦敗退 |
| 2020-21  | セグンダ     | 11位 | ベスト32  |
| 2021-22  | セグンダ     | 21位 | ベスト32  |
| 2022-23  | 連盟1部      | 11位 | 1回戦敗退 |
| 2023-24  | 連盟1部      | 位   |           |

- 3シーズン - セグンダ・ディビシオン（2部）
- 2シーズン - プリメーラ・フェデラシオン（3部）
- 19シーズン - セグンダ・ディビシオンB（3部）
- 14シーズン - テルセーラ・ディビシオン（4部）

## 歴代監督
- コスミン・コントラ 2012
- フェルナンド・モリエンテス 2015-2016
- ホセ・ラモン・サンドバル 2020-2021
- ホセ・ルイス・オルトラ 2021
- ホセ・ラモン・サンドバル 2022

## 歴代所属選手

### GK
- ジョルディ・コディーナ 2018-2019
- ビエル・リバス 2018-2020

### DF
- ジャウメ・ソブレグラウ 2016-2019
- アルマンド・ロサーノ 2017-2018
- アドリアン・ディエゲス 2017
- ダニエル・ディアス 2017-2019
- チコ・フローレス 2019-2020

### MF
- ジェアン・カルロス 2015-2016
- フアン・ケロ 2017-2019
- ミゲル・アティエンサ 2017-2018
- ホセ・ロドリゲス 2020
- モハメド・ディアメ 2022-

### FW
- ダビド・バラル 2003-2004
- ドリアン・バブンスキー 2015-2016
- オリオール・リエラ 2018-2020
- ロマン・ゾズリャ 2021-2022